# Bulimulus lherminieri
Espèce
Bulimulus lherminieri est une espèce d'escargots de la famille des Bulimulidae, endémique de l'île de Basse-Terre, en Guadeloupe.

## Description

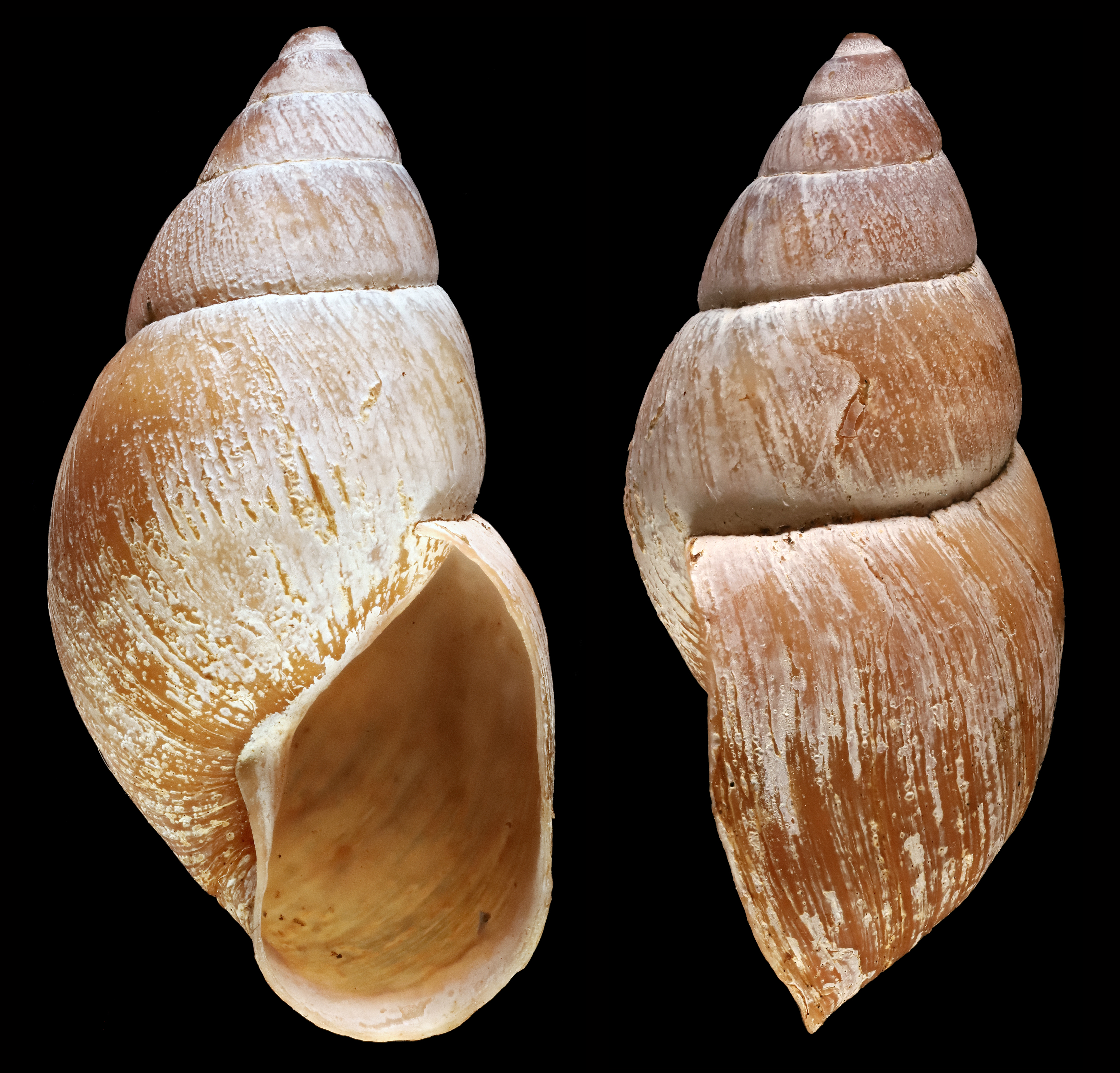
Coquille de Bulimulus lherminieri. Hauteur de la coquille 2,6 cm.

Bulimulus lherminieri est un escargot dont la longueur de coquille atteint 2,7 cm. Cette coquille est très fine, de couleur brune, à dernier tour très haut dépassant en longueur les autres réunis. L'ouverture est allongée, représentant la moitié de la hauteur de la coquille, de forme ovoïde, à columelle courte et bord palatin habituellement aplati,.
Le corps de l’animal est brun rouge foncé à extrémités noires.

## Habitat
La localité type est la Basse-Terre et, plus exactement, les montages de Petit-Bourg, au-delà de 800 m d’altitude.
L'espèce est réputée rare et, ce, dès le XIXe siècle, avec une distribution limitée à la frange haute de la forêt altimontaine et aux formations de fourrés qui s’y substituent plus en hauteur. Cette espèce de litière se trouve en particulier dans les feuilles des grandes broméliacées de montagne présentes dans les formations de fourrés d’altitude. Elle se rencontre également dans la litière et sur le bois mort.

## Classification
Le nom valide complet (avec auteur) de ce taxon est Bulimulus lherminieri (P. Fischer, 1857).
L'espèce a été initialement classée dans le genre Bulimus sous le protonyme Bulimus lherminieri P. Fischer, 1857.
Elle a été mise en synonymie avec une autre espèce de Guadeloupe, Bulimulus semicinctus Pilsbry, 1897, bien que la pertinence de cette synonymie soit aujourd’hui questionnée,.
Bulimulus lherminieri a pour synonymes :
- Bulimulus (Bulimulus) lherminieri (P. Fischer, 1857)
- Bulimulus semicinctus Pilsbry, 1897
- Bulimus lherminieri P. Fischer, 1857

### Étymologie
Son épithète spécifique, lherminieri, lui a été donnée en l'honneur du  Dr Ferdinand Joseph L'Herminier (1802-1866) qui a collecté le type.

### Publication originale
- P. Fischer, « Description d'espèces nouvelles », Journal de Conchyliologie, Paris, vol. 5, no 4,‎ 1857, p. 355-356 (ISSN 0021-7719, e-ISSN 2391-0992, lire en ligne, consulté le 7 juin 2024).